# Newark Americans
Newark Americans – amerykański klub piłkarski grający w pierwszej American Soccer League.  Klub został założony w 1930, upadł wiosną roku 1932.

## Rok po roku
| Rok         | Dywizja | Liga | Miejsce | Playoffy                | U.S. Open Cup |
| ----------- | ------- | ---- | ------- | ----------------------- | ------------- |
| 1930        | 1       | ASL  | 3       | Bez playoffu            | bd.           |
| 1931        | 1       | ASL  | 7       | Nie zakwalifikowali się | Półfinały     |
| Wiosna 1932 | 1       | ASL  | ?       | Bez playoffu            | Ćwierćfinały  |